# Вида
Ви́да (окс. vida жизнь) — жанр провансальской литературы, краткое прозаическое жизнеописание трубадура, написанное в прозе на провансальском языке.
Сохранилось около 180 вид, различающихся по своим объёмам — от нескольких строк до текстов в несколько страниц.
Вида содержит данные о происхождении, деятельности, творчестве и поэтической славе трубадура, а также о почитаемой им знатной Даме. Виды в большинстве случаев не писались самими трубадурами.
В видах содержатся как правдивая подтверждаемая фактами информация, так и приписываемые трубадурам приключения, взятые из сюжетов их песен. Таким образом, с точки зрения достоверности виды интерпретируются современными учёными достаточно критично.